# Campeonato Amapaense Segunda Divisão 2007
In 2007 werd de twaalfde editie van het Campeonato Amapaense Segunda Divisão gespeeld voor voetbalclubs uit de Braziliaanse staat Amapá. De competitie werd gespeeld van 5 tot 9 april en werd georganiseerd door de FAF. De competitie gold eigenlijk als een selectietoernooi voor het Campeonato Amapaense 2007, dat aansluitend van start ging. 

## Tweede toernooi

### Eerste fase
| Plaats | Club      | Wed. | W | G | V | Saldo | Ptn. |
| ------ | --------- | ---- | - | - | - | ----- | ---- |
| 1.     | Santos    | 3    | 2 | 1 | 0 | 8:4   | 7    |
| 2.     | São Paulo | 3    | 2 | 0 | 1 | 7:8   | 6    |
| 3.     | Ypiranga  | 3    | 1 | 0 | 2 | 4:4   | 3    |
| 4.     | Macapá    | 3    | 0 | 1 | 2 | 5:8   | 1    |

|  | Geplaatst voor Campeonato Amapaense 2007 |

### Kampioen
| Campeonato Amapaense de 2007 - Segunda Divisão |
| Amapá                                          |
| ---------------------------------------------- |
| SANTOS Kampioen (1° titel)                     |